# Eurhadina
Eurhadina — рід цикадок із ряду клопів.

## Опис
Цикадки довжиною близько 3—4 мм. Помірно стрункі або кремезні, світлозабарвлені, часто дорсовентрально сплощені, дендрофільні. Надкрила зазвичай з малюнком з бурих плям і смуг. Для колишнього СРСР зазначалося понад 7 видів, у Палеарктиці — більше 13.

## Систематика
У складі роду:
- Eurhadina angulata Linnavuori, 1962
- Eurhadina concinna (Germar, 1831)
- Eurhadina donata Logvinenko, 1978
- Eurhadina kirschbaumi Wagner, 1937
- Eurhadina loewii (Then, 1886)
- Eurhadina pulchella (Fallén, 1806)
- Eurhadina remanei Drosopoulos, 1999
- Eurhadina ribauti Wagner, 1935
- Eurhadina saageri Wagner, 1937